# Like a Dragon Gaiden
Like a Dragon Gaiden: The Man Who Erased His Name es un videojuego de acción y aventuras desarrollado por Ryu Ga Gotoku Studio y publicado por Sega para PlayStation 4, PlayStation 5, Windows, Xbox One y Xbox Serie X/S. Es un spin-off de la serie Like a Dragon, anteriormente conocida comúnmente en localización en español como Yakuza.
Teniendo lugar entre los eventos de los títulos Yakuza 6: The Song of Life (2016), Yakuza: Like a Dragon (2020) y Like a Dragon: Infinite Wealth (2024), Like a Dragon Gaiden se centra en el protagonista original de la serie, Kazuma Kiryu, mientras se embarca en una nueva aventura en Osaka y Yokohama bajo la apariencia de un agente secreto. Like a Dragon Gaiden se lanzó en todo el mundo el 9 de noviembre de 2023.

## Jugabilidad
En Like a Dragon Gaiden: The Man Who Erased His Name, los jugadores controlan a Kazuma Kiryu mientras exploran el distrito Sotenbori de Osaka y el distrito Isezaki Ijincho de Yokohama. Una tercera ubicación, conocida como Castillo, es un área central donde los jugadores pueden participar en actividades secundarias. También regresan minijuegos como el karaoke, carreras de Pocket Circuit, club de cabaret y arena de lucha. Un nuevo personaje llamado Akame actúa como informante y le proporciona a Kiryu submisiones.
Kiryu tiene acceso a dos estilos de lucha, Yakuza y Agente. El estilo Yakuza presenta un movimiento de combate agresivo similar al estilo de lucha clásico de Kiryu de juegos anteriores, mientras que el estilo Agente se describe como de "velocidad y precisión absolutas", y se basa en dispositivos de alta tecnología. Similar a Lost Judgment, Like a Dragon Gaiden presenta varios juegos de Master System que Kiryu puede jugar: Alex Kidd in Miracle World, Alien Syndrome, Enduro Racer, Fantasy Zone II: The Tears of Opa-Opa, Galaxy Force, Global Defense, Maze Hunter. 3-D, Quartet y Secret Command, así como la versión SG-1000 de Flicky.

## Premisa
Like a Dragon Gaiden: The Man Who Erased His Name tiene lugar después de Yakuza 6: The Song of Life y entre los eventos de yakuza: Like a Dragon y Like a Dragon: Infinite Wealth. Tras el final de Yakuza 6, Kazuma Kiryu (Takaya Kuroda /Yong Yea) fingió su muerte y se escondió para proteger a sus hijos adoptivos. Habiendo firmado un pacto con la facción Daidoji para convertirse en su discípulo, Kiryu ahora opera como uno de sus agentes secretos, con el nombre en código "Joryu". Sin embargo, después de que una de sus misiones saliera mal, Kiryu pronto se ve arrastrado a un nuevo conflicto cuando una figura misteriosa lo obligaría a salir de su escondite. 
Los nuevos personajes introducidos en Like a Dragon Gaiden incluyen: Kihei Hanawa (Hiroki Tōchi), un líder de la facción Daidoji; Homare Nishitani III (Kim Jae-wook), patriarca del Clan Kijin que heredó el nombre del primer Nishitani, que apareció originalmente en Yakuza 0; Kosei Shishido (Yasukaze Motomiya) y Yuki Tsuruno (Yoshiyuki Yamaguchi), respectivamente teniente y capitán de la familia Watase de la organización yakuza con sede en Osaka Omi Alliance; y Akame (First Summer Uika), un informante que reside en Sotenbori. Otros personajes incluyen: Yoshimura (Mitsuaki Kanuka), un despiadado gerente de la facción Daidoji que desprecia a Kiryu; el sacerdote principal del templo Daidoji (Ikkyu Juku), una de las pocas personas en las que Kiryu confía; y el Jefe (Hiroshi Naka), un misterioso oficial Daidoji de alto rango que dirige la facción desde las sombras.
También regresan varios personajes de títulos anteriores de Like a Dragon, entre ellos: Masaru Watase (Rintarō Nishi), el patriarca de la familia Watase y capitán de la Alianza Omi; Daigo Dojima (Satoshi Tokushige), sexto presidente del Clan Tojo; Goro Majima (Hidenari Ugaki) y Taiga Saejima (Rikiya Koyama), miembros mayores del Clan Tojo que acompañan a Daigo; e Ichiban Kasuga (Kazuhiro Nakaya/ Kaiji Tang), un ex yakuza del Clan Tojo que eventualmente conocería a Kiryu. 

## Desarrollo y promoción
Like a Dragon Gaiden: The Man Who Erased His Name se anunció en septiembre de 2022 durante la transmisión en vivo de la Cumbre de Ryu Ga Gotoku Studio, junto con un avance cinematográfico. El director de RGG Studio, Masayoshi Yokoyama, explicó que el juego sería más corto en comparación con las entradas principales. A principios de 2023, RGG Studio organizó una competencia Cabaret Club Grand Prix, en la que se eligieron cinco modelos para aparecer como azafatas de acción en vivo en el minijuego del club de cabaret en Like a Dragon Gaiden, mientras que el ganador del Grand Prix recibe un papel en el juego en Like a Dragon: Infinite Wealth. Entre los cinco finalistas, VTuber Kson finalmente ganó el Gran Premio.
El primer avance de la historia se estrenó en el Summer Game Fest 2023, mostrando nuevos personajes e imágenes del juego del nuevo estilo de lucha del Agente, además de confirmar la fecha de lanzamiento.  Se mostró jugabilidad adicional en RGG Summit Summer 2023, junto con una presentación de los miembros principales del elenco. En junio de 2023, RGG Studio reveló que Yong Yea daría voz a Kiryu en el doblaje en inglés, reemplazando a Darryl Kurylo, quien anteriormente expresó a Kiryu en Yakuza (2005) y yakuza: Like a Dragon (2020). El avance de la segunda historia se estrenó en agosto de 2023 y muestra más personajes de la historia, incluidos personajes que regresan de títulos anteriores de Like a Dragon, además de un primer vistazo a los distintos minijuegos.  En septiembre de 2023, RGG Studio reveló el tema de apertura del juego, "Katatoki", interpretado por el cantante Yojiro Noda y el rapero JID.

## Lanzamiento
Like a Dragon Gaiden: The Man Who Erased His Name se lanzará en todo el mundo el 9 de noviembre de 2023 en PlayStation 4, PlayStation 5, Windows, Xbox One y Xbox Series X/S. El videojuego cuenta con un paquete de contenido descargable adicional por pedido anticipado que uncluye los personajes recurrentes de Like a Dragon, Goro Majima, Taiga Saejima y Daigo Dojima como personajes adicionales para el minijuego Arena.  El juego también incluirá una demo especial de Like a Dragon: Infinite Wealth .